# Топоров Володимир Михайлович
Володимир Михайлович Топоров (нар. 7 лютого 1946, Барановичі, Барановицька область) — радянський і російський воєначальник. Командувач військами Московського військового округу (1991—1992), заступник Міністра оборони Російської Федерації (1992—2002). Генерал армії (1996).

## Біографія
Народився в місті Барановичі Барановицької області Білоруської РСР. У Радянській армії з 1965 року. Закінчив Одеське артилерійське училище імені М. В. Фрунзе (1965—1968), Військову академію імені М. В. Фрунзе (1972-1975), Військову академію Генерального штабу Збройних сил СРСР імені К. Є. Ворошилова (1982—1984).

## Військова служба в СРСР
Служив у Повітрянодесантних військах командиром взводу протитанкових гармат, з 1969 року — командиром батареї ПТКРС на Далекому Сході. Із 1975 року — заступник командира парашутно — десантного полку, з 1977 року — командир парашутно-десантного полку. Із 1979 року — заступник командира, а з 1984 року — командир 7-ї гвардійської повітряно-десантної дивізії в Литовській РСР.
Із січня 1987 року — перший заступник командувача, з лютого 1988 року — командувач 35-ю загальновійськовою армією Далекосхідного військового округу. Із серпня 1989 року — начальник штабу — перший заступник командувача військами Далекосхідного військового округу. Із серпня 1991 року — командувач військами Московського військового округу. Генерал-полковник (24.10.1991).

## Військова служба в РФ
Указом Президента РФ від 10 червня 1992 року призначений заступником Міністра оборони Російської Федерації. Обіймав цю посаду при чотирьох міністрах оборони протягом 10 років, поставивши тим самим абсолютний рекорд перебування на вищих посадах у Міноборони Росії в період 1990-х років. Курирував бойову підготовку військ і сухопутні війська. Про Топорова вкрай рідко згадувалося навіть на сторінках відомчої військової преси, не кажучи вже про цивільні ЗМІ. В останніх висвітлювалися тільки його візит в Молдову на чолі російської військової делегації і виступ у Державній Думі в 1998 році з доповіддю про стан справ в російській армії. Військове звання «генерал армії» присвоєно Указом Президента РФ від 22 лютого 1996 року.
Став фігурантом великого корупційного скандалу в 1997 році: за повідомленнями низки російських газет, придбав за рахунок Міноборони Росії відразу три престижні квартири в Москві на Рубльовському шосе, оформивши їх відповідно на себе, на батька і на сестру. Про результати розслідування згодом нічого не повідомлялося.
У 2002 році звільнений із займаної посади і направлений у розпорядження Міністра оборони Російської Федерації. У 2006 році звільнений з армії після досягнення граничного віку перебування на військовій службі.
Живе в Москві.

## Нагороди
- Орден «За військові заслуги»
- Орден Трудового Червоного Прапора
- Орден «За службу Батьківщині у Збройних Силах СРСР» II ступеня
- Орден « За службу Батьківщині у Збройних Силах СРСР» III ступеня
- медалі